# Atlanta Hawks 2020-2021
La stagione 2020-2021 degli Atlanta Hawks è stata la 71ª stagione della franchigia nella NBA e la 53ª ad Atlanta.

## Draft
| Giro | Scelta | Giocatore      | Ruolo | Nazionalità | Università/Squadra |
| ---- | ------ | -------------- | ----- | ----------- | ------------------ |
| 1    | 6      | Onyeka Okongwu | AG    | Stati Uniti | USC Trojans        |
| 2    | 50     | Skylar Mays    | P     | Stati Uniti | LSU Tigers         |

## Roster
| \| Pos. \| Num. \| Naz. \| Nome \| Altezza \| Peso \| Data nascita \| Provenienza \| \| ---- \| ---- \| ---- \| ------------------- \| ------- \| ------ \| ------------ \| ------------------- \| \| G \| 13 \| \| Bogdanović, Bogdan \| 198 cm \| 100 kg \| 18-08-1992 \| Serbia \| \| C \| 15 \| \| Capela, Clint \| 208 cm \| 109 kg \| 18-05-1994 \| Francia \| \| AG/C \| 24 \| \| Fernando, Bruno \| 208 cm \| 106 kg \| 15-08-1998 \| Maryland \| \| A \| 8 \| \| Gallinari, Danilo \| 209 cm \| 106 kg \| 08-08-1988 \| Italia \| \| P \| 0 \| \| Goodwin, Brandon \| 188 cm \| 82 kg \| 06-02-1995 \| Florida Gulf Coast \| \| A/C \| 20 \| \| Collins, John \| 208 cm \| 107 kg \| 23-09-1997 \| Wake Forest \| \| AP \| 18 \| \| Hill, Solomon \| 198 cm \| 102 kg \| 18-03-1991 \| Arizona \| \| AP \| 12 \| \| Hunter, De'Andre \| 203 cm \| 102 kg \| 02-12-1997 \| Virginia \| \| G \| 4 \| \| Mays, Skylar (TW) \| 193 cm \| 93 kg \| 05-09-1997 \| LSU \| \| AG \| 17 \| \| Okongwu, Onyeka \| 206 cm \| 111 kg \| 11-12-2000 \| Southern California \| \| G \| 3 \| \| Huerter, Kevin \| 201 cm \| 88 kg \| 27-08-1998 \| Maryland \| \| AP \| 22 \| \| Reddish, Cam \| 203 cm \| 99 kg \| 01-09-1999 \| Duke \| \| G \| 6 \| \| Williams, Lou \| 185 cm \| 79 kg \| 27-10-1986 \| South Gwinnett HS \| \| G \| 19 \| \| Snell, Tony \| 198 cm \| 97 kg \| 10-11-1991 \| New Mexico \| \| G \| 11 \| \| Young, Trae \| 188 cm \| 81 kg \| 19-09-1998 \| Oklahoma \| \| G \| 32 \| \| Dunn, Kris \| 191 cm \| 93 kg \| 18-03-1994 \| Providence \| \| AG/C \| 1 \| \| Knight, Nathan (TW) \| 208 cm \| 115 kg \| 20-09-1997 \| William & Mary \| | Allenatore - Nate McMillan Assistente/i - Marlon Garnett - Matt Hill - Melvin Hunt - Chris Jent Legenda - (C) Capitano - (FA) Free agent - (S) Sospeso - (TW) Contratto Two-way - (GL) Assegnato a squadra G League affiliata - Infortunato Roster • Transazioni · Ultima transazione: 25 marzo 2021 |                        |                     |         |        |              |                     |
| Pos. | Num. | Naz.                   | Nome                | Altezza | Peso   | Data nascita | Provenienza         |
| G | 13 | Serbia (bandiera)      | Bogdanović, Bogdan  | 198 cm  | 100 kg | 18-08-1992   | Serbia              |
| C | 15 | Svizzera (bandiera)    | Capela, Clint       | 208 cm  | 109 kg | 18-05-1994   | Francia             |
| AG/C | 24 | Angola (bandiera)      | Fernando, Bruno     | 208 cm  | 106 kg | 15-08-1998   | Maryland            |
| A | 8 | Italia (bandiera)      | Gallinari, Danilo   | 209 cm  | 106 kg | 08-08-1988   | Italia              |
| P | 0 | Stati Uniti (bandiera) | Goodwin, Brandon    | 188 cm  | 82 kg  | 06-02-1995   | Florida Gulf Coast  |
| A/C | 20 | Stati Uniti (bandiera) | Collins, John       | 208 cm  | 107 kg | 23-09-1997   | Wake Forest         |
| AP | 18 | Stati Uniti (bandiera) | Hill, Solomon       | 198 cm  | 102 kg | 18-03-1991   | Arizona             |
| AP | 12 | Stati Uniti (bandiera) | Hunter, De'Andre    | 203 cm  | 102 kg | 02-12-1997   | Virginia            |
| G | 4 | Stati Uniti (bandiera) | Mays, Skylar (TW)   | 193 cm  | 93 kg  | 05-09-1997   | LSU                 |
| AG | 17 | Stati Uniti (bandiera) | Okongwu, Onyeka     | 206 cm  | 111 kg | 11-12-2000   | Southern California |
| G | 3 | Stati Uniti (bandiera) | Huerter, Kevin      | 201 cm  | 88 kg  | 27-08-1998   | Maryland            |
| AP | 22 | Stati Uniti (bandiera) | Reddish, Cam        | 203 cm  | 99 kg  | 01-09-1999   | Duke                |
| G | 6 | Stati Uniti (bandiera) | Williams, Lou       | 185 cm  | 79 kg  | 27-10-1986   | South Gwinnett HS   |
| G | 19 | Stati Uniti (bandiera) | Snell, Tony         | 198 cm  | 97 kg  | 10-11-1991   | New Mexico          |
| G | 11 | Stati Uniti (bandiera) | Young, Trae         | 188 cm  | 81 kg  | 19-09-1998   | Oklahoma            |
| G | 32 | Stati Uniti (bandiera) | Dunn, Kris          | 191 cm  | 93 kg  | 18-03-1994   | Providence          |
| AG/C | 1 | Stati Uniti (bandiera) | Knight, Nathan (TW) | 208 cm  | 115 kg | 20-09-1997   | William & Mary      |

## Uniformi
- Casa

| Association |

- Trasferta

| Icon |

- Alternativa

| Statemant |

- Alternativa

| City |

## Classifiche

### Division
| Southeast Division     | V  | S  | V%   | PR   | Casa  | Trasf | Div | PG |
| ---------------------- | -- | -- | ---- | ---- | ----- | ----- | --- | -- |
| y – Atlanta Hawks      | 41 | 31 | .569 | 8,0  | 25–11 | 16–20 | 9–3 | 72 |
| x – Miami Heat         | 40 | 32 | .556 | 9,0  | 21–15 | 19–17 | 6–6 | 72 |
| xp – Wash. Wizards     | 34 | 38 | .472 | 15,0 | 19–17 | 15–21 | 3–9 | 72 |
| ep – Charlotte Hornets | 33 | 39 | .458 | 16,0 | 18–18 | 15–21 | 8–4 | 72 |
| e – Orlando Magic      | 21 | 51 | .292 | 28,0 | 11–25 | 10–26 | 4–8 | 72 |

### Conference
| Eastern Conference | Eastern Conference       | Eastern Conference | Eastern Conference | Eastern Conference | Eastern Conference | Eastern Conference |
| #                  | Squadra                  | V                  | S                  | V%                 | PR                 | PG                 |
| ------------------ | ------------------------ | ------------------ | ------------------ | ------------------ | ------------------ | ------------------ |
| 1                  | z – Philadelphia 76ers * | 49                 | 23                 | .681               | –                  | 72                 |
| 2                  | x – Brooklyn Nets        | 48                 | 24                 | .667               | 1,0                | 72                 |
| 3                  | y – Milwaukee Bucks *    | 46                 | 26                 | .639               | 3,0                | 72                 |
| 4                  | x – N.Y. Knicks          | 41                 | 31                 | .569               | 8,0                | 72                 |
| 5                  | y – Atlanta Hawks *      | 41                 | 31                 | .569               | 8,0                | 72                 |
| 6                  | x – Miami Heat           | 40                 | 32                 | .556               | 9,0                | 72                 |
|                    |                          |                    |                    |                    |                    |                    |
| 7                  | xp – Boston Celtics      | 36                 | 36                 | .500               | 13,0               | 72                 |
| 8                  | xp – Wash. Wizards       | 34                 | 38                 | .472               | 15,0               | 72                 |
| 9                  | ep – Indiana Pacers      | 34                 | 38                 | .472               | 15,0               | 72                 |
| 10                 | ep – Charlotte Hornets   | 33                 | 39                 | .458               | 16,0               | 72                 |
|                    |                          |                    |                    |                    |                    |                    |
| 11                 | e – Chicago Bulls        | 31                 | 41                 | .431               | 18,0               | 72                 |
| 12                 | e – Toronto Raptors      | 27                 | 45                 | .375               | 22,0               | 72                 |
| 13                 | e – Cleveland Cavaliers  | 22                 | 50                 | .306               | 27,0               | 72                 |
| 14                 | e – Orlando Magic        | 21                 | 51                 | .292               | 28,0               | 72                 |
| 15                 | e – Detroit Pistons      | 20                 | 52                 | .278               | 29,0               | 72                 |

Note:
- z – Fattore campo per gli interi playoff
- c – Fattore campo per le finali di Conference
- y – Campione della division
- x – Qualificata ai playoff
- p – Qualificata ai play-in
- e – Eliminata dai playoff
- * – Leader della division

## Mercato

### Free Agency

#### Acquisti
| Data       | Giocatore         | Contratto                               | Provenienza        |
| ---------- | ----------------- | --------------------------------------- | ------------------ |
| 19/11/2020 | Nathan Knight     | Two-way                                 | Will. & Mary Tribe |
| 20/11/2020 | Danilo Gallinari  | 3 anni - $61.5 milioni (Sign and trade) | Oklahoma Thunder   |
| 21/11/2020 | Kris Dunn         | 2 anni - $10 milioni                    | Chicago Bulls      |
| 21/11/2020 | Rajon Rondo       | 2 anni - $15 milioni                    | L.A. Lakers        |
| 23/11/2020 | Solomon Hill      | 1 anno - $2.1 milioni                   | Miami Heat         |
| 24/11/2020 | Bogdan Bogdanović | 4 anni - $72 milioni                    | Sacramento Kings   |

#### Cessioni
| Data       | Giocatore       | Contratto  | Nuova squadra   |
| ---------- | --------------- | ---------- | --------------- |
| 25/06/2020 | Vince Carter    | Ritiro     |                 |
| 20/11/2020 | Khyri Thomas    | Tagliato   |                 |
| 22/11/2020 | DeAndre' Bembry | Rilasciato | Toronto Raptors |
| 22/11/2020 | Treveon Graham  | Rilasciato |                 |
| 22/11/2020 | Damian Jones    | Rilasciato | Phoenix Suns    |
| 22/11/2020 | Skal Labissière | Rilasciato |                 |
| 22/11/2020 | Jeff Teague     | Rilasciato | Boston Celtics  |

### Scambi
| 19 novembre 2020 | Atlanta HawksKhyri Thomas Tony Snell                                        | Detroit PistonsDewayne Dedmon                              |
| 24 novembre 2020 | Atlanta HawksDanilo Gallinari(Sign and trade) Cash Considerations           | Oklahoma ThunderScelta 2º giro Draft 2025 (protetta 31-55) |
| 25 marzo 2020    | Atlanta HawksLou Williams 2 Scelte future 2º giro Draft Cash Considerations | L.A. ClippersRajon Rondo                                   |